# Ligne Lakeshore West
La ligne de Lakeshore West est une des sept lignes de train de banlieue du réseau GO Transit à Toronto en Ontario. Son terminus est la Gare Union de Toronto, et son terminus ouest se trouve à Hamilton.

## Gares
- Union Station
- Exhibition
- Mimico
- Long Branch
- Port Credit
- Clarkson
- Oakville
- Bronte
- Appleby
- Burlington
- Aldershot
- Hamilton